# ماريو روشي
ماريو روشي (بالألبانية: Mario Roshi‏) هو لاعب كرة قدم ألباني في مركز الدفاع، ولد في 22 أغسطس 1994 في تيرانا في ألبانيا. لعب مع نادي تيرانا.

## وصلات خارجية
- ماريو روشي على موقع قاعدة بيانات كرة القدم.إي يو (الإنجليزية)
- ماريو روشي على موقع Soccerway.com (الإنجليزية)